# Strakka Racing
Strakka Racing – brytyjski zespół wyścigowy, założony w 2007 roku przez Nickiego Leventisa. Obecnie ekipa startuje tylko w Formule Renault 3.5, FIA World Endurance Championship oraz w Le Mans Series. W przeszłości zespół pojawiał się także na starcie Ferrari Challenge oraz Britcar. Baza zespołu mieści się na brytyjskim torze Silverstone Circuit.

## Historia
Od 2008 roku Strakka startuje w serii samochodów długodystansowych Le Mans w klasie. W roku 2008, w klasie GT1 korzystał z samochodu Aston Martin DBR9 i ukończył sezon na 4 pozycji w swojej klasie. Na sezon 2009 zespół zmienił samochód na Ginetta-Zytek GZ09S oraz rozpoczął starty w klasie LMP1. Ostatecznie zakończył sezon na 12 lokacie. Startując s klasie LMP2 w sezonie 2010 w samochodzie HPD ARX-01C stanął na drugim stopniu podium. Tą też pozycję w klasie LMP2 obronił w samochodzie HPD ARX-01d w 2011 roku.
Od 2013 roku zespół Strakka Racing chciał zaangażować się w starty w bolidach jednomiejscowych. Dlatego też rozpoczął współpracę z brytyjskim P1 Motorsport w Formule Renault 3.5. W pierwszym sezonie startów został sklasyfikowany na szóstym miejscu w klasyfikacji generalnej.
Rok później, w sezonie 2014 zespół przedłużył kontrakty z Willem Stevensem oraz Matiasem Laine. Brytyjczyk wygrał dwa wyścigi oraz czterokrotnie stawał na podium. Z dorobkiem 122 punktów uplasował się na szóstej pozycji w klasyfikacji generalnej. Zespół zdobył łącznie 162 punkty, co dało szóste miejsce w końcowej klasyfikacji zespołów.

## Starty

### Formuła Renault 3.5
W 2013 roku, po nawiązaniu współpracy z P1 Motorsport startuje jako P1 by Strakka Racing.

Od sezonu 2014 ekipa startuje niezależnie.
| Rok  | Bolid           | Kierowcy     | Wyścigi | Wygrane | PP | NO | Pkt | M.K. | M.Z. |
| ---- | --------------- | ------------ | ------- | ------- | -- | -- | --- | ---- | ---- |
| 2013 | Dallara-Renault | Will Stevens | 17      | 0       | 0  | 2  | 148 | 4    | 6    |
| 2013 | Dallara-Renault | Matias Laine | 17      | 0       | 0  | 0  | 9   | 23   | 6    |
| 2014 | Dallara-Renault | Will Stevens | 17      | 2       | 1  | 0  | 122 | 6    | 6    |
| 2014 | Dallara-Renault | Matias Laine | 17      | 0       | 0  | 0  | 40  | 13   | 6    |

### Europejski Puchar Formuły Renault 2.0
| Rok  | Bolid          | Kierowcy       | Wyścigi | Wygrane | PP | NO | Punkty | M.K. | M.Z. |
| ---- | -------------- | -------------- | ------- | ------- | -- | -- | ------ | ---- | ---- |
| 2014 | Tatuus-Renault | Jake Hughes    | 4(6)    | 0       | 0  | 0  | 0      | NS†  | NS†  |
| 2014 | Tatuus-Renault | Matthew Graham | 2(6)    | 0       | 0  | 0  | 0(1)   | 22   | NS†  |

† – Kierowca/Zespół nie był zaliczany do klasyfikacji.